# Internazionali d'Italia 1975
Gli Internazionali d'Italia 1975 sono stati un torneo di tennis giocato sulla terra rossa. È stata la 32ª edizione degli Internazionali d'Italia, che fa parte del Commercial Union Assurance Grand Prix 1975 e del Women's International Grand Prix 1975. Sia che il torneo maschile che quello femminile si sono giocati al Foro Italico di Roma in Italia.

## Campioni

### Singolare maschile
Raúl Ramírez ha battuto in finale  Manuel Orantes con il punteggio di 7–6, 7–5, 7–5

### Singolare femminile
Chris Evert ha battuto in finale  Martina Navrátilová con il punteggio di 6–1, 6–0

### Doppio maschile
Brian Gottfried /  Raúl Ramírez hanno battuto in finale  Jimmy Connors /  Ilie Năstase con il punteggio di 6–4, 7–6, 2–6, 6–1

### Doppio femminile
Chris Evert /  Martina Navrátilová hanno battuto in finale  Sue Barker /  Glynis Coles con il punteggio di 6–1, 6–2